# Kajsa Gullbergová
Kajsa Gullberg (nepřechýleně Kajsa Gullberg; * 1977, Göteborg) je dánská fotografka švédského původu, která od roku 1996 žije v Kodani . Fotografii vystudovala na Fatamorganě a grafiku na Dánské škole designu.

## Životopis
Autorčiny fotografie se věnují pokřiveným existencím, alternativnímu prostředí a tabuizovaným tělům. Mezi její díla patří výstava Womanity, která prostřednictvím hrubozrnných černobílých portrétů ukazuje ženská těla s jizvami, vráskami a vlasy a disponuje „obrazy“ dokonalých „a extrémně homogenních lidí“. Fotografovala také aktivisty z prostředí kolem Ungdomshuset na Jagtvej 69 pro knihu "Familiealbum" a Festival Roskilde pro knihu "Eyecatcher".

## Výstavy
- The strength is right beneath the skin, Toulouse, 2007
- The Face of Jazz (skupinová výstava), Øksnehallen, 2009
- Womanity, New York, 2010
- Letters, Berlín, Kodaň, 2011
- Captured Créateurs, Nikolaj Kunsthal, 2014
- Sort på hvidt/ Hvidt på sort, Gallerie Kirk, 2014
- Who's the creator?, Londýn, 2015

## Knihy
- Rodinné album, 2007
- Eyecatcher, 2009
- Olivia, 2013
- Unravelled (Rozmotaný), 2014